# Patrick Johansson (regatista)
Patrick Johansson es un deportista sueco que compitió en vela en la clase Europe. Ganó una medalla de plata en el Campeonato Europeo de Europe de 2002.

## Palmarés internacional
| Campeonato Europeo | Campeonato Europeo   | Campeonato Europeo | Campeonato Europeo |
| Año                | Lugar                | Medalla            | Clase              |
| ------------------ | -------------------- | ------------------ | ------------------ |
| 2002               | Nieuwpoort (Bélgica) | Medalla de plata   | Europe             |